# Erdősi István (labdarúgó)
Erdősi István (Pécs, 1943. január 25. – Komló, 1998. február 12.) labdarúgó, kapus.

## Pályafutása
1966 és 1967 között a Bp. Honvéd labdarúgója volt. Az élvonalban 1966. március 13-án mutatkozott be a Dorog ellen, ahol csapata 3–2-es győzelmet aratott. 1968 és 1974 között a Komlói Bányász együttesében védett. Tagja volt az 1970-es és 1974-es magyar kupa-döntős csapatnak. Az élvonalban összesen 104 mérkőzésen szerepelt.

## Sikerei, díjai
- Magyar kupa (MNK)
  - döntős: 1970, 1974